# Coleophora quadristrigella
Coleophora quadristrigella é uma espécie de mariposa do gênero Coleophora pertencente à família Coleophoridae.